# Union des femmes de France
Cet article traite de la Croix-Rouge française. Pour les autres Croix-Rouge, voir l'article Liste des associations des Croix-Rouges et des Croissants-Rouges
Ne doit pas être confondu avec l'Union des femmes françaises
Pour les articles homonymes, voir Union des femmes.
L'Union des Femmes de France  (UFF) est une association d'aide humanitaire française fondée à Paris en juin 1881 par Emma Koechlin-Schwartz. Elle est l'une des trois sociétés qui forment la Croix-Rouge française jusqu'en 1940 et a pour objectif l'aide aux personnes blessés ou malades de l'armée française, en France et à l'étranger.
La devise de l'Union des femmes de France est : « Les hommes au front, les femmes aux ambulances ».

## Histoire

### Création de l'association (1881-1892)
L'UFF a été fondée en juin 1881 à l'initiative d'Emma Koechlin-Schwartz , première présidente de l'association, et à la suite d'une scission avec l'Association des dames françaises (ADF), fondée en 1879 par le docteur Duchaussoy qui avait institué une école de garde-malades et d'ambulancières deux ans plus tôt afin de lutter contre l'insuffisance des secours révélée par la guerre franco-allemande de 1870.
D'après le périodique catholique L'Univers, l'association, patriote et anticléricale, est née d'une réunion de femmes bourgeoises et philanthropes, telles qu'Emma Koechlin-Schwartz ou Alexandrine About, femme de l'écrivain Edmond About, qui souhaitent réunir des ressources financières afin de doter les mairies de matériels chirurgicaux et qui se portent volontaires pour tenir le rôle d'infirmières.
L'Union des Femmes de France est reconnue d'utilité publique en 1882 et est autorisée par le décret du 19 octobre 1892, comme la Société de secours aux blessés militaires (SSBM) et l'Association des dames françaises, à participer au Service officiel de santé des armées de terre et de mer. Pour réaliser leurs missions, elles sont placées sous l'autorité du commandement des directeurs du Service de santé.

#### Polémiques politico-religieuses de la IIIe République
L'UFF, née dans les premières années de la Troisième République, est au cœur de polémiques politico-religieuses au cours des années 1880.
Des journaux républicains ont salué sa naissance, moquant la SSBM de « société des brancardiers de sacristie, des bonne sœurs » qui a pour président « Son Altesse Royale Monseigneur le duc de Nemours ».
En parallèle, des journaux catholiques conservateurs, tel que L'Univers, reprochent à l'UFF et à l'ADF leurs tendances suspectes, leur neutralité en matière religieuse, leur volonté de secourir d'autres victimes,, celles des catastrophes civiles, alors que la SSBM a fait ses preuves « aussi bien au point de vue religieux qu'au point de vue des intérêts des blessés militaires » ; les ambulances de la SSBM étant, à l'origine, ouvertes aux prêtres, pour les mourants, ainsi qu'à d'autres religieux, hommes et femmes, qui venaient soigner et assister les blessés. Ils leur reprochent également les attaches de leurs dirigeantes avec les milieux républicains et maçonniques.

### Participation à la Première Guerre mondiale (1914-1918)

#### Contexte
Au cours de la Première Guerre mondiale, les trois sociétés de la Croix-Rouge, dont fait partie l'Union des femmes de France, mobilisent près de 70 000 infirmières. En prévision de la guerre, les sociétés, par le biais de leurs comités locaux, ont obtenu des locaux pour installer des hôpitaux auxiliaires, former le personnel sanitaire, constituer un stock de matériel sanitaire et médical.
Ainsi, près de 1 500 hôpitaux auxiliaires, 89 infirmeries et 90 cantines de gares sont créés et mobilisent les 68 000 infirmières formées depuis les années 1880 ainsi que de nombreuses jeunes filles et jeunes femmes sans qualification, issues de familles aisées, qui s'engagent aux côtés des médecins et infirmiers militaires pour assister les blessés et les mutilés. 3 000 infirmières sont également recrutées par l'armée, au sein des hôpitaux militaires.

#### Les Anges blancs
Appelées « Anges blancs », représentant un modèle bourgeois de femme patronne, les infirmières sont habillées d'uniformes composé d'un voile bleu bordé de blanc et d'une longue cape de drap bleu foncé, marquée à gauche d'une croix rouge.
Elles deviennent rapidement de véritables icônes patriotiques, représentant l'arrière héroïque de la Première Guerre mondiale, et Émile Bergerat estime d'ailleurs qu'elles forment la « quatrième armée » dans l'édition du Figaro du 29 décembre 1915. Les infirmières sont représentées sur de multiples supports.
C'est au cours de ce conflit que le métier d'infirmière prend un tournant très important, permettant une professionnalisation et une reconnaissance de la fonction.

#### Actions de l'UFF durant le conflit
Au cours de la guerre, les hôpitaux auxiliaires et leurs équipes doivent s'adapter aux mouvements des troupes et se déplacent en fonction des batailles. Toutefois, il arrive que certains hôpitaux auxiliaires maintiennent leur emplacement et subissent l'arrivée des vagues de blessés et mutilés ou les incursions des troupes allemandes. C'est ainsi que plusieurs infirmières sont prises en otage, sans respect ni considération des Conventions de Genève qui protègent normalement les ambulances et hôpitaux militaires ainsi que les personnes venant en aide aux blessés.
En 1916, l'Union des femmes de France comptabilise 13 infirmières mortes au champ d'honneur, 24 prisonnières libérées depuis peu et 2 toujours prisonnières. A cela s'ajoute 390 infirmières qui servent dans les hôpitaux et 32 qui sont parties aider aux Dardanelles, en Salonique et au Maroc.
L'UFF survit grâce aux bénévoles qui récoltent de l'argent et des fonds au cours de manifestations publiques, ainsi qu'aux adhésions et nombreux dons provenant de donateurs privés ou d'autres associations, telle que la Croix-Rouge américaine qui fait un don de 10 millions de francs.
À Nantes, 132 000 blessés ou malades ont été pris en charge par ces bénévoles au sein des dix-huit hôpitaux de la Ville.

#### Chiffres-clés
La Croix-Rouge dresse un bilan de la participation des infirmières à la Première Guerre mondiale :  
- 105 infirmières tuées au cours du conflit,
- 2 500 infirmières blessées,
- 10 223 infirmières décorées.

Un deuxième bilan est dressé concernant le nombre et désignation des établissements hospitaliers, asiles et sanatoriums créés durant le conflit et dépendants de l'UFF : 
- 35 hôpitaux auxiliaires, représentant 30 000 lits et dont le nombre des journées de blessés, du 2 août 1914 au 11 novembre 1919, s'est élevé à 17 300 000,
- des sections anti-tuberculeuses dans de nombreuses provinces et colonies militaires,
- 60 postes de secours, infirmeries, soupes populaires, services de distribution de dons en nature, ouvroirs, etc., dans les départements libérés.

Enfin, le rapport du trésorier de l'UFF, présenté à l'assemblée générale du 25 mai 1919, indique le total des recettes et dépenses réalisées au cours du conflit, entre 1914 et 1918 : 
- Total général des dépenses : 80 927 086,58 francs,
- Total général des subventions de l’État : 47 365 000 francs,
- Total général des subventions des Départements et des communes : 1 330 000 francs,
- Total général des recettes provenant de la bienfaisance privée : 28 641 000 francs dont une grande majorité des sommes fut obtenue par le biais de dons des colonies anglaises (415 000 francs), de la république de Cuba (143 000 francs), de l'Amérique du Sud (220 000 francs) et de la Croix-Rouge américaine (2 millions et demi de francs).

### Développement de l'aviation sanitaire (1930-1940)
En 1909, le docteur Duchaussoy décide de créer des équipes pour l'aviation sanitaire. L'UFF et l'ADF développent et réalisent son souhait par la figure de Marie Marvingt, pionnière de l'aviation et infirmière durant la Première Guerre mondiale.
En effet, Marie Marvingt conçoit un prototype d'avion-ambulance dès 1910 avec l'ingénieur Louis Béchereau, après l'appel du Dr Duchaussoy. Le projet étant abandonné pour accusation de détournement de fonds, Marie Marvingt reprend le projet en juin 1912 et le soumet à la Direction de l'aéronautique militaire qui approuve le prototype. Les plans sont publiés puis exposés au salon de l'aviation. Parcourant la France, elle promeut la création de ces avions de secours qui portent sur leurs ailes l'emblème des ambulances de la Croix-Rouge. Eugène Étienne, le ministre de la Guerre  lui-même, est très intéressé par cette invention. Néanmoins, l'avion-ambulance ne voit pas le jour avant la Première Guerre mondiale.
L'UFF, par l'action de la baronne Lilia de Vendeuvre, collabore dès le début des années 1930 avec l'ADF pour le développement d'un enseignement spécialisé en aviation sanitaire. L'objectif est la formation des infirmières, détachables de leurs services en cas de besoin, pour la surveillance des blessés au cours du vol et aux moments de l'embarquement et du débarquement. Lillia de Vendeuvre estime ces équipes fondamentales pour la gestion des colonies, en temps de guerre comme de paix, et évoque même l'idée d'un avion-laboratoire et d'un avion-chirurgical disposant d'un bloc opératoire. D'après elle, cette nouvelle escadrille pourrait être confiée aux femmes. Grâce à leurs actions, l'UFF et l'ADF rallient à leur cause Hélène Boucher, Marie Hilsz ou encore Claire Roman, toutes aviatrices et infirmières.
Le ministère de la Guerre, la Société de secours aux blessés militaires et la presse ne sont pas favorables à un tel enseignement. La collaboration entre la SSBM et ses deux soeurs (UFF et ADF) ne voit le jour dans ce domaine que grâce à l'initiative d'Inès Lyautey, l'épouse du maréchal Lyautey. En 1935, le certificat d'infirmière d'aviation sanitaire est créé et dès l'année suivante, les trois sociétés organisent un enseignement technique commun pour les infirmières qui souhaitent se spécialiser dans le convoyage de l'air. Enfin, en 1937, l'équipe d'Infirmières-Pilotes-Secouristes de l'Air (IPSA) est créée et constitue la section aviation de la Croix-Rouge.

### Fusion des trois sociétés: création de la Croix-Rouge française (1940)
En juillet 1940, après la défaite et la fondation du régime de Vichy, la Société de secours aux blessés militaires, l'Association des dames françaises et l'Union des femmes de France fusionnent à la demande du gouvernement pour former la Croix-Rouge française, reconnue d'utilité publique par un décret du Maréchal Pétain du 7 août. Ce décret entérine et officialise la fusion,,.

## Rôles, missions et fonctionnement de l'association
Selon le décret du 19 octobre 1892, l'association, au titre d'une des trois sociétés d'assistances, peut créer des hôpitaux auxiliaires destinés à recevoir des malades et blessés de l'armée qui ne peuvent pas être admis dans les hôpitaux militaires, par faute de place ; aider les hôpitaux auxiliaires de campagne du service de l'arrière ; recueillir des dons pour les malades et blessés et les acheminer jusqu'aux destinations indiquées par les ministres de la guerre et de la marine. L'UFF organise également des collectes et des actions de soutien lors des calamités nationales ou internationales ainsi que des cycles de conférences sur l'hygiène et les soins infirmiers.
L'association ne peut se charger ni du service des infirmeries de gare qui est exercée par la Société de secours aux blessés militaires (SSBM), ni du service de l'avant et du service des hôpitaux d'évacuation qui incombe au Service de santé militaire. De plus, elle ne peut créer ou fermer d'hôpital sans autorisation provenant du commandement.

### Formation des infirmières

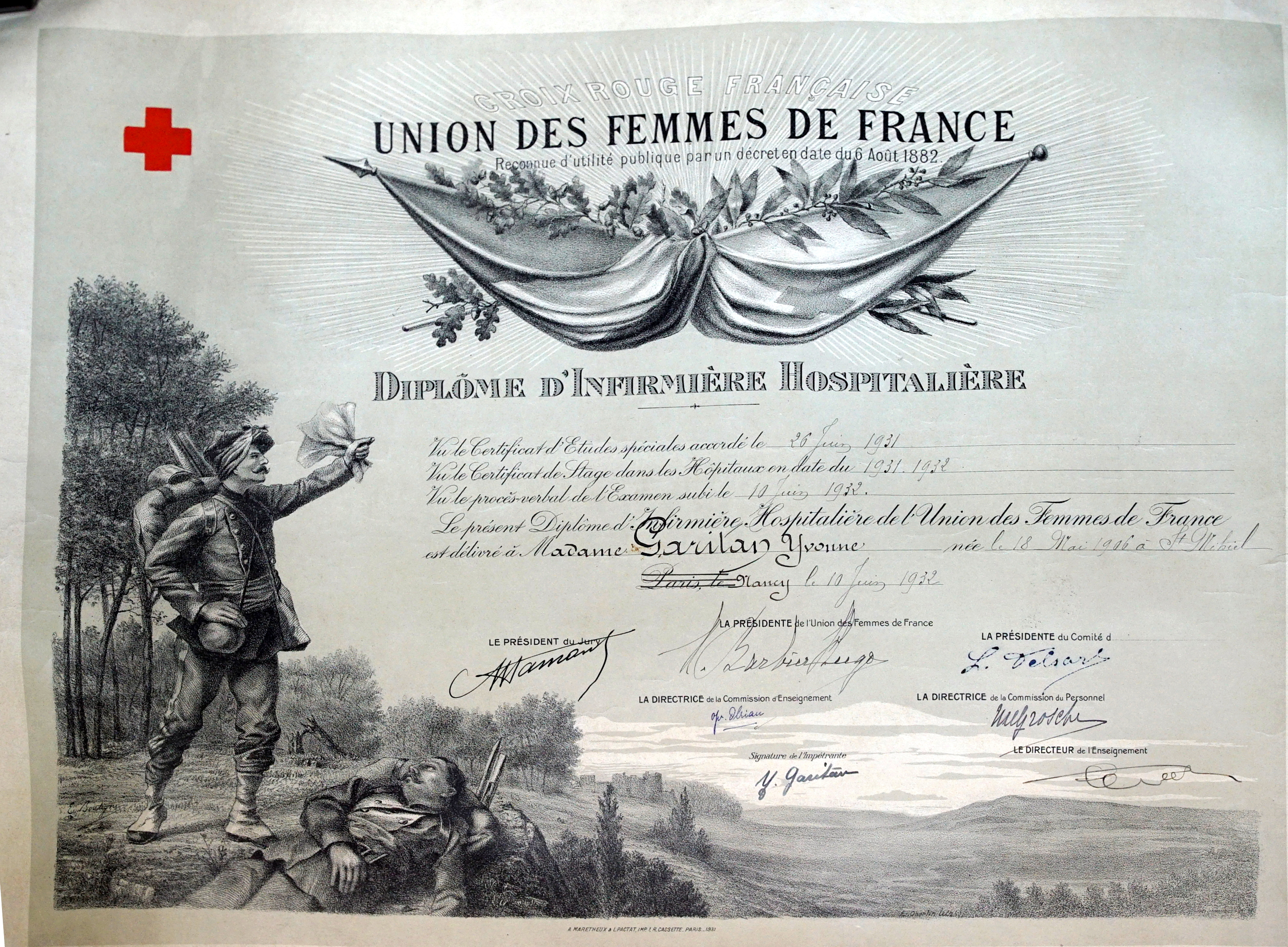
Délivrance d'un diplôme d'infirmière en 1932.

Dès le début, l'UFF souhaite former ses volontaires au métier d'infirmières. Pour ce faire, elles sont formées par le Docteur Pierre Bouloumié, secondé par les Docteurs Letulle et Morin. Les cours sont alors organisés au sein de cinq arrondissements parisiens et attirent deux cents étudiantes, dont toutes obtiennent le certificat d'étude.
Une instruction clinique, reconnue par un stage effectué dans un hôpital, est également dispensée aux différentes volontaires à partir de 1884. Deux ans plus tard, en 1886, les cours sont organisés dans la majorité des quartiers de Paris.
Trente ans plus tard, en 1929, les cours d'infirmière dispensés dans le cadre de l'UFF regroupent sept-cents élèves dont plus de quatre-cents obtiennent annuellement le certificat d'étude de 1ère année, cinquante celui de 2nde année, une dizaine le diplôme d’État et six entrent à l'école de puériculture.

### Bulletin officiel
L'Union des femmes de France produit un bulletin officiel mensuel. Durant la guerre, il est suspendu puis reparaît en janvier 1919 avec une périodicité trimestrielle.

### Gestion majoritairement féminine
Au contraire de la SSBM dont la direction est exclusivement masculine et où les femmes n'occupent que des postes d'assistantes, ce sont des femmes qui dirigent et composent l'UFF : des postes de présidentes, vices-présidentes, trésorières à ceux de membres. Les hommes, quant à eux, n'occupent que des rôles de trésoriers, conseillers, d'associés et d'auxiliaires.

#### Présidentes
- 1881 - 1906 : Emma Koechlin-Schwartz,
- 1906 - 1920 : Suzanne Pérouse,
- 1920 - 1926 : Hélène Plésant, femme d'Henri Galli,
- 1926 - 1938 : Marie-Clotilde Barbier-Hugo,
- 1938 - 1940 : Madeleine Saint-René Taillandier,

#### Secrétaires généraux
Aux côtés de ces postes exclusivement féminins, un secrétaire général joue toutefois un rôle d'animateur actif : 
- 1881-1919 : le docteur Pierre Bouloumié,
- 1919-1928 : le baron Albert-François d'Anthouard,
- 1928-1938 : le vice-amiral Jean-François-Charles Amet

#### Personnel
Le personnel de l'UFF est majoritairement bénévole, hormis certaines secrétaires et dactylographies. En 1919, il comprend 20 000 infirmières et de nombreux délégués régionaux, directrices de formations sanitaires, administrateurs, sous-directrices et économes.

#### Membres
Les membres titulaires de l'Union et de ses comités locaux sont uniquement féminins, les hommes ayant le statut d'associés. En 1899, les femmes membres titulaires sont au nombre de 36 000.

### Comités locaux et coloniaux
L'UFF est administrée par un Comité central de Direction mais compte également de multiples comités locaux et coloniaux. Durant la Première Guerre mondiale, les comités locaux augmentent, passant de 214 à 323. À la fin de la guerre, les comités locaux sont au nombre de 399 et relèvent directement du Comité central.
Les comités locaux possèdent une forme d'autonomie, majoritairement financière. Ils votent leur budget chaque année et perçoivent les cotisations des membres et adhérents. Les comités ont une grande liberté quant à leur action et leur développement : ils choisissent leur présidente qui doit, néanmoins, obtenir agrément auprès du Comité central de Direction. Seuls quelques comités ont un bulletin local.
Les comités ont pour rôle de proposer un enseignement pour les futures infirmières, c'est d'ailleurs le cas de 63 comités locaux au cours de l'année 1930-1931.

#### Comité d'Arras, Nord-Pas-de-Calais
Le comité d'Arras, dans le Nord-Pas-de-Calais, est très actif dans les années 1900, au point d'être qualifié de comité le plus actif de France après celui d'Alger. En 1899, il obtient la cession d'une salle de collège pour y abriter trente lits de guerre. En 1901, l'armée décide de classer cette salle en hôpital de première série, opérationnel au premier appel.
Les membres sont formées sur les thématiques d'hygiène, de soins infirmiers, d'épidémie au cours de cycles de conférence.

#### Les colonies françaises
L'UFF est également présente dans les colonies : Algérie, Maroc, Tunisie, Madagascar ou encore Syrie. En 1919, les comités coloniaux et étrangers sont au nombre de 21.
L'UFF est d'ailleurs présente durant l'exposition coloniale internationale de Vincennes, en 1931, et y expose une carte indiquant l'ensemble de ses comités coloniaux. Son activité s'exerce, soit parallèlement à celles des deux autres sociétés de la Croix-Rouge française, soit sans la présence d'une autre société. Par exemple, à Madagascar et au Togo, seule l'UFF est présente tandis que la SSBM s'occupe de l'Indochine et l'ADF de Dakar.